# Вулиця Давида Ойстраха
Вулиця Давида Ойстраха — вулиця в місті Одеса, розташована в Пересипському районі. Пролягає від вулиці Жоліо-Кюрі до Кримської вулиці, перетинаючи вулиці Бахмутську та проспект Князя Володимира Великого.

## Історія

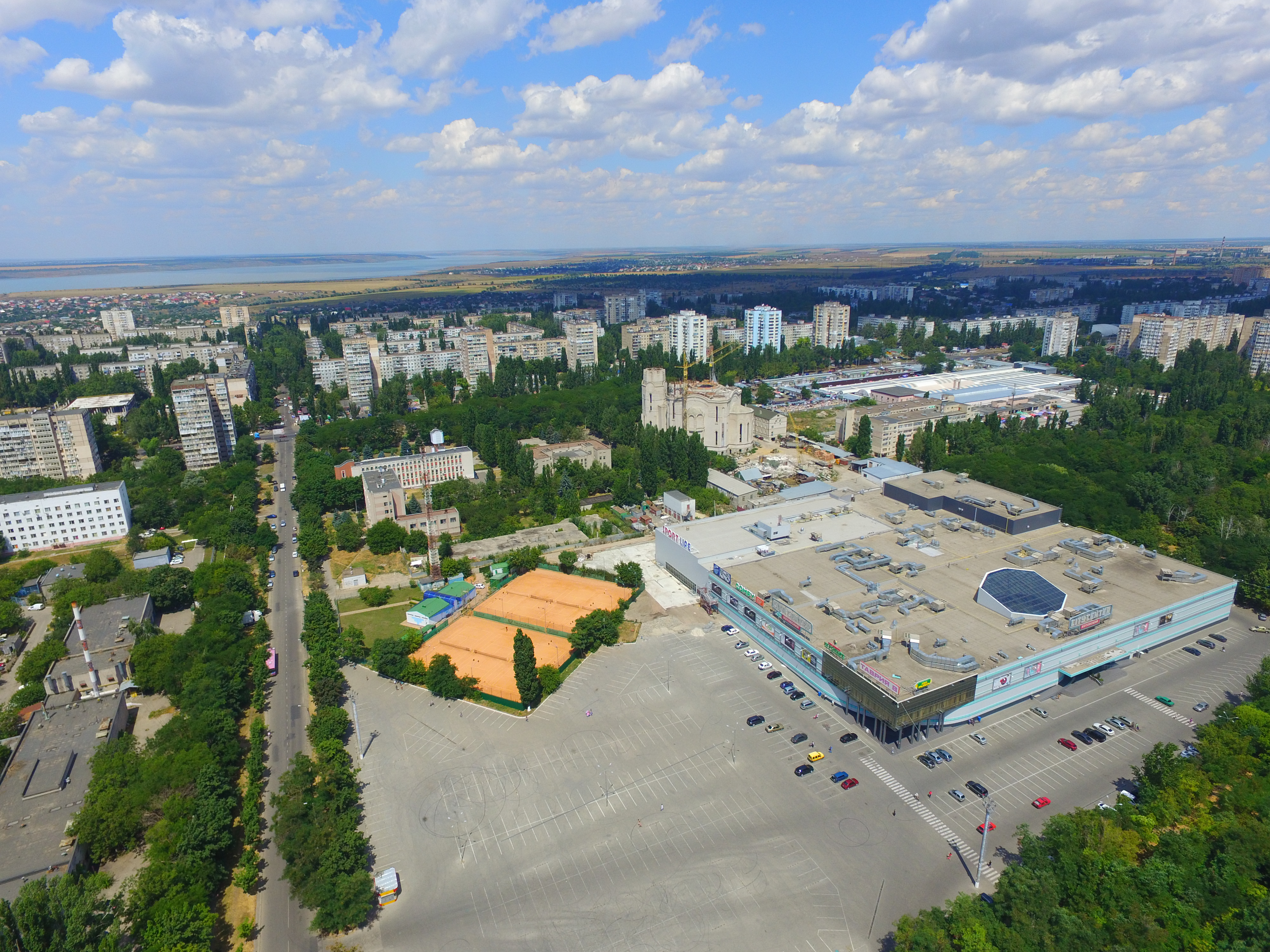
Вигляд на вулицю з повітря

Забудова сучасного селища Котовського розпочалося у 1965 році, а до 1977 року сформувалися майже усі сучасні вулиці. Первинно вони отримували назву ліній із нумерацією, а вул. Ойстраха мала номер 36. Забудова вулиці розпочалась у 1975-1976 роках, і нова вулиця отримала назву вулиця Затонського, на честь радянського діяча Володимира Затонського. 27 квітня 2016 року офіційну назву було змінено на сучасну, на честь скрипаля Давида Ойстраха.